# Platypria tuberculata
Platypria tuberculata es una especie de insecto coleóptero de la familia Chrysomelidae.
Fue descrita científicamente en 1917 por Achard.